# Коняхін Михайло Павлович
Михайло Павлович Коняхін (25 грудня 1925 — 2 серпня 2017) — український футбольний арбітр.
19 квітня 1959 року розпочав арбітраж поєдинків чемпіонату СРСР серед команд класу «А». Разом з Олександром Мугурдумовим та Марком Бромбергом обслуговував матч між «Ністру» і московським «Торпедо». Як головний рефері провів один поєдинок у кубку СРСР 1969 року між миколаївським «Суднобудівником» і київським СКА.
Останній матч у вищій групі чемпіонату СРСР провів 2 квітня 1970 року. У Донецьку місцевий «Шахтар» поступився київському «Динамо». До складу суддівської бригади у тому матчі також входили Карло Круашвілі і Анатолій Гладкий. Всього в елітній лізі чемпіонату СРСР провів 10 ігор. З 24 липня 1970 року — суддя всесоюзної категорії.